# Igor Chmela
Igor Chmela (* 2. ledna 1971 Ostrava) je český divadelní a filmový herec, komik, kytarista, zpěvák, fotograf, textař, moderátor a dabér. Jeho domovskou scénou bylo dvanáct let Divadlo Na zábradlí v Praze.

## Životopis
Igor Chmela se narodil roku 1971 v Ostravě, kde prožil i své dětství. V letech 1985–1989 studoval Střední průmyslovou školu železniční v Letohradě obor oprava a rekonstrukce železničního svršku a spodku a následně se vrátil do Ostravy, kde pracoval jako traťový dělník. Po dvouleté základní vojenské službě nastoupil v roce 1992 na DAMU v Praze. Ačkoliv původně přihlášku na DAMU podal, později ji vzal zpět a k přijímacím zkouškám šel dělat jen přihrávače v dialogu svému kamarádovi herci Martinu Fingerovi. Přijímací komisi ovšem natolik zaujal, že ho přemluvili, aby si přihlášku podal dodatečně. DAMU úspěšně absolvoval v roce 1996.
Již za studií hostoval na jevišti Národního divadla, kde získal i své první angažmá. Po třech letech odešel do Dejvického divadla, kde účinkoval další dva roky. V roce 2002 dostal nabídku na angažmá v Divadle Na zábradlí, kterou přijal a od 1. ledna 2007 byl také členem umělecké rady. Od září 2013 je zde stálým hostem. Zároveň hostuje v Dejvickém divadle. Spolu s manželkou Janou a dalším manželským párem Lindou Rybovou a Davidem Prachařem založil Divadlo Verze. Kromě herectví se věnuje zpěvu a hraní na kytaru. Společně s Tomášem Didunykem, Tomášem Černochem a Matyášem Černochem založili skupinu Dafne.
V roce 2006 moderoval galavečer udělování českých filmových cen Český lev. Objevil se také v několika televizních seriálech (Ordinace v růžové zahradě, Zázraky života, Cesty domů).
Igor Chmela je podruhé ženatý. Poprvé se oženil s herečkou Martou Vítů. Jeho současnou ženou je herečka Jana Janěková ml., se kterou vychovává tři děti – starší Aničku a mladší dvojčata Elu a Antonína.
K zajímavostem jistě patří, že se Igor stal dvorním dabérem postavy Kraglina v Marvel filmech.

## Fotografie
Igor Chmela se již několik let věnuje fotografování. Nejznámější jsou jeho fotografie pořízené camerou obscurou vyrobenou z krabičky od sirek (tzv. „Sirkoň“), kterou nafotil například i soubor Divadla Na zábradlí. Své fotografie prezentuje na svých webových stránkách igorchmela.cz a v září 2011 měl v Divadle Na zábradlí svoji první fotografickou výstavu nazvanou „Čí je to město?“. Druhá výstava se konala v roce 2013 ve Slováckém muzeu v Uherském Hradišti.

## Zábavní show
- Na stojáka

Igor Chmela několikrát účinkoval v pořadu Na stojáka (stand-up comedy), kde vytvořil scénky Perfekcionalista, Na čas, Ztratil pero či O sexu.
- Partička

V minulosti působil spolu s Ondřejem Sokolem, Michalem Suchánkem a Richardem Genzerem v improvizační show Partička (jak v rámci natáčení pro televizi, tak v rámci divadelních představení, s kterými jezdí po celé České republice).

## Filmografie
- 1995	Rok na vsi (divadlo)[1]
- 1996	Dům poslední radosti (TV seriál)
- 1998	Za zdí (TV film)
- 2002	Oblomov (divadlo)
- 2004	Nadměrné maličkosti: Nehoda (TV film)
- 2004	Redakce (TV seriál)
- 2005	Ještě žiju s věšákem, plácačkou a čepicí (Aleš)
- 2005	Ordinace v růžové zahradě (ředitel Bílý) (TV seriál)
- 2005	To nevymyslíš! (povídka Saigon) (TV seriál)
- 2005	3 plus 1 s Miroslavem Donutilem (TV seriál)
- 2006	Grandhotel (barman)
- 2006	Hezké chvilky bez záruky
- 2006	Letiště (TV seriál)
- 2006	Pravidla lži (Tom)
- 2007	Tajnosti (zájemce o byt)
- 2008	Děti noci
- 2008	El Paso
- 2008	Karamazovi (Ivan Fjodorovič Karamazov)
- 2008	Kriminálka Anděl (TV seriál)
- 2008	Na rozchodnou (TV film)
- 2008	Rudý baron
- 2008	Soukromé pasti (TV seriál)
- 2008	Zázrak v černém domě (divadlo)
- 2009	Muži v říji
- 2009	3 sezóny v pekle
- 2010	Největší z Čechů
- 2010	Román pro muže
- 2010	Zázraky života (TV seriál)
- 2011	Perfect Days – I ženy mají své dny (přítel z Paříže)
- 2011	Rodina je základ státu (Libor Pokorný), film oceněn 4 cenami České filmové kritiky (film roku, režie, scénář a ženský výkon ve vedlejší roli – Simona Babčáková)
- 2011	Vendeta
- 2012	Čtyři slunce
- 2012 Definice lásky (TV film)
- 2013	Přijde letos Ježíšek?
- 2013	Cesty domů II (TV seriál, kpt. Dalibor Dušek)
- 2015	Cesta do Říma
- 2016	Ostravak Ostravski
- 2016	Případy 1. oddělení (TV seriál – 2.-3. řada, mjr./plk. Dušan Vrána)
- 2017	Kozy léčí
- 2017 Modrý kód (MUDr. Viktor Žák)
- 2021	Fagus (připravovaný)
- 2021	Sestřičky (primář MUDr. Viktor Žák)
- 2022	1.Mise (ředitel MUDr. Viktor Žák)
- 2022	Dobré zprávy (TV Seriál, moderátor Karel Kunc)
- 2023	Jedna rodina (psycholog Standa Galán)

## Dabing
- 1999	Zvětšenina (film)
- 2003	Svět podle Lelanda (film)
- 2003	Neprůstřelný mnich (film)
- 2004	Sniper 3 (film)
- 2005	Klíč k vraždě (film)
- 2006	Hrozba smrti 2 (film)
- 2006	Elita armády (film)
- 2013	Mocný vládce Oz (film)
- 2015	Kriminálka Paříž (seriál)
- 2017	Strážci Galaxie Vol. 2 (film)
- 2021	Co kdyby...? (seriál)
- 2022	Thor: Láska jako hrom (film)
- 2022	Strážci Galaxie: Sváteční speciál (film)
- 2023	Strážci Galaxie: Volume 3 (film)

## Divadelní role (výběr)

### Současné role vDivadle Na zábradlí
- V. Havel – Asanace (Kuzma Plechanov, rež. D. Czesany, 2012)
- Egon Tobiáš – Denně (Poníci slabosti) (Jürgen Pavič, rež. J. Nebeský, 2012)

### Role vDivadle Na zábradlíod roku 2002 do 2013
- B. Brecht / K. Weill, D. Lane – Happy End (Bill Cracker, rež. J. Ornest, 2002)
- Thomas Bernhard – Náměstí Hrdinů (Pan Landauer, rež. J. Nvota, 2003)
- David Gieselmann – Pan Kolpert (Bastian Moll, rež. J. Pokorný, 2003)
- David Greig – Kosmonautův poslední vzkaz ženě, kterou kdysi, v bývalém Sovětském svazu, miloval (Keith, rež. J. Nvota, 2003)
- István Tasnádi – Veřejný nepřítel (Kolhaas, rež. Jak. Krofta, 2004)
- Gabriela Preissová – Gazdina roba (Black, rež. J. Pokorný, 2004)
- Fritz Kater – včas milovat, včas umírat (Milan, rež. J. Pokorný, 2004)
- David Eldridge – Pod modrým nebem (Graham, rež. M. Dočekal, 2005)
- David Radok, Josef Kroutvor – Popis jednoho zápasu (K., rež. D. Radok, 2005)
- Marek Horoščák, Jiří Pokorný – W. zjistil, že válka je v něm (W., rež. J. Pokorný, 2005)
- A. P. Čechov – Platonov je darebák! (Michail Vasiljevič Platonov, rež. J. Pokorný, 2005) – 20.6.2014 DERNIÉRA (111 repríz)
- Miloš Urban – Nože a růže (Igor, rež. D. Czesany, 2005)
- Alice Nellis – Záplavy (Petr, rež. A. Nellis, 2006)
- W.Shakespeare – Troilus a Kressida (Odysseus, rež. J. Pokorný, 2006)
- Daniel Besse – Ředitelé (Florenc, rež. M. Záchenská, 2006)
- David Greig – Pyreneje (Keith, rež. J. Ornest, 2007)
- Milan Uhde – Zázrak v černém domě (Dušan, rež. J. Nvota, 2007)
- Jean–Luc Lagarce – My, hrdinové (Raban, rež. J. Nvota, 2008)
- Friedrich Dürrenmatt – Komplic (Doc, rež. D. Czesany, 2008)
- Per Olov Enquist – Blanche a Marie (Sigmund Freud, rež. J. Nebeský, 2009)
- Gemma Rodrigézová – 35,4 Vypadáme jako blbci (Muntané, rež. J. Šiktancová, 2009)
- Kelly McAllister – Cesta hořícího muže (Marty, rež. M. Záchenská, 2009)
- Podněcování a trest (Svědek Petr Žák, rež. J. Ornest, 2009)
- D. Geiselmann – Haló, what? V projektu Nebe nepřijímá (Koller, rež. Thomas Zielinski, 2010)
- Roland Schimmelpfennig – Ambrózie (Hering, rež. D. Czesany, 2010)
- Miroslav Bambušek – Česká válka (Ferdinand, rež. D. Czesany, 2011)
- Ezra Pound – Cantos (Ben, rež. M. Bambušek, 2012)

### Angažmá vDejvickém divadle1999-2001 (výběr z rolí)
- G. G. Márquez – Neuvěřitelný a tklivý příběh o bezelstné Eréndiře a její ukrutné babičce (Ulysseus, rež. M. Krobot 1999)
- F.M.Dostojevskij – Bratři Karamazovi (Ivan, rež. L. Hlavica, 2000)
- I. A. Gončarov – Oblomov (Zachar, rež. M. Krobot, 2000)
- W.Shakespeare – Večer tříkrálový (Malvolio, rež. M. Krobot, 2001)

### Angažmá vNárodním divadle1996-1999 (výběr z rolí)
- Alois Mrštík – Rok na vsi (Janek, rež. M. Krobot, 1995),
- J. M. Synge – Hrdina západu (Christy Mahon, rež. J. Kačer, 1996)
- E. O'Neil – Cesta dlouhého dne do noci (Edmund, rež. I. Rajmont, 1998)
- W. Shakespeare – Sen noci svatojánské (Lysandr, rež. J. Kačer, 1999)

### Herecké hostování (výběr)
- Ch. Bojčev – Plukovník Pták (Doktor, rež. P. Lébl, 1998) – Divadlo Na zábradlí
- A. P. Čechov– Ivanov (Lvov, rež. Petr Lébl) – Divadlo Na zábradlí
- J. C. Carriére – Terasa (Etienne, rež. J. Pokorný, 2001) – Divadlo Na zábradlí

### Ostatní realizované divadelní projekty (výběr)
- M. Bambušek – Caligula (Caligula, rež. M. Bambušek, 2002) – Multiprostor Louny
- M. Bambušek – Herakles (Casius Chereus, rež. M. Bambušek, 2002) – Multiprostor Louny
- Pánské erotické zápasy (Kuřátko, rež. M. Bambušek, 2002) – Multiprostor Louny[2]